# Kūtālān
Kūtālān (persiska: كاتالان, کوتالان, Kātālān) är en ort i Iran.   Den ligger i provinsen Västazarbaijan, i den nordvästra delen av landet, 600 km väster om huvudstaden Teheran. Kūtālān ligger 1 451 meter över havet och antalet invånare är 242.
Terrängen runt Kūtālān är kuperad åt sydväst, men åt nordost är den platt.Runt Kūtālān är det ganska tätbefolkat, med 185 invånare per kvadratkilometer. Närmaste större samhälle är Urmia, 14,7 km sydost om Kūtālān. Trakten runt Kūtālān består i huvudsak av gräsmarker.